# هوفيك هايبيريتيان
هوفيك هايبيريتيان (الأرمينية: Հայրապետյան Հայրապետյան ، 15 فبراير 1990) هو أستاذ كبير في الشطرنج أرميني الجنسية (2013). في عام 2010، أصبح بطل الشطرنج الأرمني.

## الإنجازات
- 2007: المركز الثاني في بطولة جيرموك الدولية المفتوحة للشطرنج تحت سن 18[5]
- 2012: المركز الثاني في Andranik Margaryan Memorial [6]
- 2015: أول بطولة دوري الأبطال للشطرنج الأرمنية رقم 76 [7]

## وصلات خارجية
- هوفيك هايبيريتيان على موقع الاتحاد الدولي للشطرنج (الإنجليزية)
- هوفيك هايبيريتيان على موقع مباريات الشطرنج (الإنجليزية)
- هوفيك هايبيريتيان على موقع 365Chess.com (الإنجليزية)
- هوفيك هايبيريتيان على موقع Chesstempo.com (الإنجليزية)